# Сильва, Медардо Анхель
Меда́рдо А́нхель Си́льва Ро́дас (исп. Medardo Ángel Silva Rodas; 8 июня 1898, Гуаякиль, Эквадор — 10 июня 1919, там же) — эквадорский поэт-модернист, принадлежащий к «поколению обезглавленных». В 2014 году в Эквадоре была учреждена Международная литературная премия имени Медардо-Анхеля Сильвы.

## Биография
Родился в Гуаякиле 8 июня 1898 года в семье Энрике Сильва Вальдеси де ла Сра и Марианы Родос Морейра. Рано потерял отца и воспитывался матерью в скромном доме на авениде дель Сементерио, ныне улица Хуана Пабло Аренаса. Поскольку возле дома находилось кладбище, то будущий поэт в детстве часто наблюдал похороны. Не исключено, что именно по этой причине тема смерти стала одной из ведущих в его поэзии. 
Медардо Анхель был также музыкантом и композитором, часто играл на пианино в монастыре августинцев.
Получив начальное образование, в 1910 году поступил в школу Висенте Рокафуэрте, но из-за недостатка средств на четвёртом году обучения был вынужден оставить школу. Поступил на работу в книжный магазин. Пытался опубликовать свои первые стихи в издательстве Телеграф, а потом и в других, но все солидные издательства в Кито и Гуаякиле отказали ему. В дальнейшем его стихи постепенно стали появляться в небольших литературных журналах и принесли поэту известность.
Не окончив средней школы занялся саморазвитием и достиг такого уровня образованности, что стал преподавателем французского языка. 
Медардо Анхель Сильва умер в родном городе 10 июня 1919 года. Обстоятельства его смерти до сих пор остаются до конца не выясненными. Молодой поэт был смертельно ранен в голову. Некоторые считают, что это было самоубийство из-за любви к покинувшей его подруге, Амаде-Розе Вильегас. По этой причине он не был похоронен по римско-католическому обряду. Однако характер ранения свидетельствует, что, возможно, это была трагическая случайность. Не исключено, что поэт играл с оружием, которое случайно выстрелило. 

## Литературная деятельность
Занимаясь французским языком, познакомился с поэзией французских символистов — Поля Верлена, Артура Рембо, Шарля Бодлера. На его творчество также оказали влияние модернист Рубен Дарио и мистик Амадо Нерво.
К 1915 году стихи Медардо-Анхеля Сильвы публиковались уже в каждом эквадорском печатном издании. В подростковом возрасте он стал редактором в ежедневной газете «Эль-Телеграфо», которая в то время являлась крупнейшим печатным изданием Эквадора. На страницах этой газеты были впервые опубликованы главы из его романа «Мария Хесус».
В 1918 поэт году издал свою первую и единственную при жизни книгу стихов «Дерево добра и зла» тиражом всего в 100 экземпляров из-за отсутствия средств. Хотя книга получила признание критиков, продавалась она плохо. Расстроенный поэт сжёг большинство экземпляров. Тем не менее его популярность продолжала неуклонно расти. Писал под псевдонимами Жан д’Агрев и Оскар Рене. Из всех его сочинений при жизни были опубликованы:
- роман «Мария Хесус»;
- поэтический сборник «Дерево добра и зла».

В 2004 году Издательство городской библиотеки Гуаякиля опубликовало полное собрание сочинений Медардо Анхеля Сильвы. Первый экземпляр был подарен внуку поэта, местному юристу Рене Колон-Кеведо Сильве, сыну его единственной дочери, Мерседес Клеофе Сильва Каррион.
Медардо Анхелю Сильве было достаточно 21 года, чтобы получить место в истории испано-американской литературы и в сердцах многих поколений, которые до сих пор наслаждаются его творениями, будь то чтение поэтических произведений или прослушивание их в песнях: например, Хулио Харамильо, соловей Америки, превратил их в темы вокальных произведений.

### Сочинения
- «Дерево добра и зла» (сборник поэзии, 1918);
- «Мария Хесус» (роман, 1919);
- «Ироничная маска» (эссе);
- «Золотые трубы» (поэзия);
- «Душа на губах» (поэзия).

## Критика
В литературном мире Эквадора того времени он не был единственным, кто заигрывал со смертью: были три других современника из разных социальных групп:  Эрнесто Новоа, Артуро Борха и Умберто Фиерро. В журнале "Буквы" в 1912 году в своей статье Франсиско Гуардерас говорит о группе неуважительных и ужасных подростков, призванных запечатать литературную свободу Эквадора и Латинской Америки, и характеризует их "обезглавленным поколением". Критик подчеркивает, что они — как и граф де Лотремон — идут против всех и что страшный напор превращает их в кошмар литературоведов.
Эти четыре разрушителя имеют много общего: они под влиянием книг Никарагуанского поэта Рубена Дарио и европейских символистов — таких, как Поль Верлен, Шарль Бодлер и Артур Рембо, находят вдохновение в меланхолической депрессии. Боль, разлука и смерть - их неразлучные спутники.